# Farce normande
Farce normande est une nouvelle de Guy de Maupassant, parue en 1882. La date fictive de cette nouvelle serais située en 1880

## Historique
Farce normande est initialement publiée dans la revue Gil Blas du 8 août 1882, sous le pseudonyme de Maufrigneuse, puis dans le recueil Contes de la bécasse en 1883.

## Résumé
En Normandie, c'est le jour du mariage de Jean Patu, un beau gaillard, chasseur fanatique, et « le plus riche fermier du pays », avec Rosalie Roussel, un des plus beaux partis de la région. Le repas nuptial commence dans la grande cuisine à deux heures. À huit heures, les convives sont encore à table, mais plus débraillés qu’au début, et leurs esprits sont échauffés par les nombreux trous normands consommés au cours du repas. Quatre voisins des Patu se mettent alors à concocter une farce aux mariés ; l’un d'eux interpelle Jean Patu : « C’est les braconniers qui vont s’en donner c’te nuit, avec la lune qu’y a !... Dis donc, Jean, c’est pas c’te lune-là qu’tu guetteras, toi ? ». Patu est furieux à l’idée que quelqu’un profite de sa nuit de noces pour braconner sur son terrain. Une fois les invités partis, les jeunes époux montent dans leur chambre pour leur nuit de noces quand, tout à coup, au moment où le jeune homme se penche pour embrasser sa jeune épouse, un coup de feu retentit. Jean se précipite à la fenêtre pour scruter le paysage nocturne. Sa femme tente de le ramener au lit. Il la soulève et s’approche de leur couche. Au moment où il la pose sur le lit, une autre détonation se produit. En colère, il se chausse, saisit son fusil et sort malgré les supplications de sa femme. Le matin, il n’est toujours pas revenu. Les garçons de ferme partent à sa recherche et le retrouvent à huit kilomètres de la ferme, saucissonné, son fusil tordu, sa culotte à l’envers, trois lièvres morts autour du cou avec une pancarte sur laquelle il est écrit : « Qui va à la chasse perd sa place ».

## Extraits
« Et les lourdes plaisanteries commencèrent. C’étaient des bordées d’obscénités lâchées à travers la table, et toutes sur la nuit nuptiale. L’arsenal de l’esprit paysan fut vidé. »

## Éditions
- Farce normande, Maupassant, contes et nouvelles, texte établi et annoté par Louis Forestier, Bibliothèque de la Pléiade, éditions Gallimard, 1974  (ISBN 978 2 07 010805 3).